# 토털라이즈 작전
토털라이즈 작전(영어: Operation Totalize)은 제1캐나다군이 오버로드 작전의 일환으로 개시한 공세로, 1944년 8월 8일부터 8월 9일까지 이어졌다. 토털라이즈 작전의 목적은 캉 남쪽에 위치한 독일군 방어선을 돌파하고 남쪽으로 진격해 팔레즈 북쪽의 고지대를 점령하는 것이었다. 이 작전을 통해 캐나다군은 독일군 전선을 붕괴시키고 서쪽의 연합군을 공격하는 독일군의 철수로를 차단하고자 했다. 이 작전은 1944년 7월 23일 활동을 재개한 제1캐나다군의 첫 작전으로 알려져 있다.
1944년 8월 8일 아침, 제1캐나다군단이 기계화보병을 파견하면서 작전이 시작되었다. 캐나다군은 독일군 전선을 돌파하고 독일군 방어선의 종심에 위치한 여러 지역들을 점령했다. 이후 두 개의 기갑사단이 공격을 이어갈 예정이었으나, 기갑사단이 공격을 머뭇거리고 독일군 기갑사단이 반격을 가하면서 공세가 늦어졌다. 연합군은 14km를 진격했지만, 팔레즈로부터 북쪽으로 11km 떨어진 지역에서 공세를 중지하고, 새로운 작전을 준비해야 했다.

## 배경
캉은 노르망디 상륙 당시 소드 해변을 공격하는 영국군의 주요 목표였다. 하지만 독일군의 캉 방어는 철저했으며, 노르망디에 파견된 독일군의 강화 병력은 캉을 방어하는데 투입되었다. 이후 6주 간 캉을 둘러싼 전투가 이어졌다. 영국군과 캐나다군은 캉을 점령하려고 몇 번이고 시도했지만 대부분 실패로 끝났으며, 1944년 7월 9일이 되어서야 캉의 북쪽인 오른강 북안을 완전히 점령했다. 7월 18일 영국군은 굿우드 작전을 개시해 도시의 동쪽과 남쪽을 공격했으며 캐나다군은 애틀랜틱 작전을 통해 오른강을 도하하여 캉에 남아있는 독일군을 소탕했다. 굿우드 작전으로 수많은 전차를 잃었지만, 연합군은 굿우드 작전과 애틀랜틱 작전 덕택에 오른강 남쪽에 교두보를 확보할 수 있었다.
독일군은 캉으로부터 남쪽으로 8km 떨어진 베리에르 능선에서 저항을 이어갔다. 미국 제1군이 독일군 전선을 돌파하기 위한 준비를 하는 동안 영국군과 캐나다군은 독일군의 병력을 분산시키기 위해 캉 주위에서 공격을 개시했고, 독일군은 이에 맞서 베리에르 능선의 방어를 강화하고 제1SS기갑군단을 비롯한 3개 SS기갑사단을 베리에르 능선 주위에 배치했다. 굿우드 작전이 끝난 지 48시간이 지난 후, 제2캐나다사단은 베리에르 능선의 독일군 방어선으로 공격을 시작했다. 그러나 캐나다군은 1,300명의 사상자를 내면서도 능선을 돌파하지 못했다. 7월 25일 스프링 작전의 일환으로 능선의 일부를 점령하려는 시도가 있었지만, 이틀 간의 격전 끝에 캐나다군은 1,500명의 사상자를 낸 채 소득을 얻지 못했다. 베리에르 능선 전투라 불리는 이 싸움에서 2,800명 이상의 캐나다군 사상자가 발생했다. 여전히 베리에르 능선은 독일군이 장악하고 있었지만, 제2캐나다사단은 베리에르 마을과 생마르탱드퐁테니 사이의 교두보를 확보하였고, 이 덕분에 캐나다군은 독일군의 감시를 피해 군대를 모을 수 있었다.
7월 25일 미국 제1군은 코브라 작전을 개시했고, 작전 이틀 만에 생로 남쪽의 독일군 방어선을 돌파했다. 작전 3일 차에 미군은 남쪽으로 24km 진격했다. 7월 30일, 미군은 코탕탱 반도의 입구인 아브랑슈를 점령했고, 이로 인해 독일군의 좌익이 완전히 붕괴되었다. 미국 제3군은 브르타뉴에 진입했고, 독일군의 저항을 거의 받지 않은 채 서쪽과 남쪽으로 거침없이 진격했다. 제1SS기갑사단과 제9SS기갑사단, 그리고 제116기갑사단은 베리에르 능선에서 브르타뉴 지역으로 이동해 미군의 공격을 막아야 했다.
버나드 몽고메리 사령관은 팔레즈를 점령하기 위해 동쪽에서 공격을 개시하기를 원했고, 이 공격을 통해 독일군을 완전히 붕괴시키고자 했다. 제1캐나다군의 해리 크레러가 연합군의 동쪽 지역을 맡고 있었다. 해당 지역에는 영국 제1군단과 제2캐나다군단이 캉의 남쪽에 배치되어 있었다. 토털라이즈 작전을 개시할 예정이었던 제2캐나다군단은 제2캐나다사단, 제49보병사단, 제51하일랜드 보병사단, 제4캐나다사단, 폴란드 제1기갑사단, 제2캐나다기갑여단 그리고 영국 제33기갑여단으로 구성되어 있었다.

## 캐나다군의 계획
캐나다군은 독일군의 베리에르 능선 방어가 여전히 철저하다는 것을 알고 있었다. 독일군 보병 거점들을 은닉하기 좋았고, 캐나다군을 향한 야포 공격도 이어졌다. 독일군의 75mm 및 88mm 대전차포가 크레메스닐과 생아이그난드크레메스닐 사이에 집중적으로 배치되어 있었는데, 이는 캉-팔레즈 도로를 돌파하려는 시도를 봉쇄하기 위함이었다. 독일군은 제85보병사단, 제89보병사단이 해당 지역을 맡고 있었고, 제272척탄보병사단의 잔병들이 이 지역에 남아 있었다. 제12SS기갑사단 히틀러유겐트는 중전차 티거 대대로, 50대의 전차를 보유하고 있었으며 베리에르 능선에서 남쪽으로 4.8km 떨어진 지역에서 예비 부대로 주둔 중이었다. 몇몇 보병부대는 독일 제86군단의 지휘를 받았지만, 제12SS기갑사단을 비롯한 대부분의 구역은 굿우드 작전 중 이 지역에 도착한 제1SS기갑군단 소속이었다.
시먼즈는 대규모 포격을 동반한 보병 공격은 애틀랜틱 작전과 스프링 작전의 결과를 통해 독일군 전선을 상대로 유효하지 않다는 것을 알고 있었다. 굿우드 작전 당시 왕립공군 폭격기 사령부가 영국 전차들이 독일군 전선을 돌파할 수 있도록 폭격으로 지원했지만, 폭격 범위를 벗어났던 종심 지역의 독일군 방어 지역이 아무런 피해를 입지 않아 영국군이 큰 피해를 입었다. 보병은 지휘 전차를 따라잡거나 주변 지역을 확보하기에는 너무 느렸고, 이에 따라 후속 부대의 속도도 지연되었다. 지형과 종심 방어로 인한 전략적 문제를 해결하기 위해, 시먼즈는 기계화보병을 통한 대규모 공격을 제안했다. 노르망디 상륙 당시 몇몇 캐나다 및 영국 보병사단들은 일시적으로 M7 프리스트 자주포를 갖추고 있었는데 이 자주포는 오드넌스 QF 25 파운더 포로 교체되었다. 시먼즈는 프리스트 자주포를 캥거루 기갑수송차량으로 교체하여 보병이 어떤 지형에서든 전차를 따라 잡을 수 있도록 하였다.
시먼즈는 독일군의 전략적 지역을 돌파하기 위한 계획에서 공군을 중요한 요소로 여겼다. 1944년 8월 7일 영국 공군 폭격기들이 양익에 위치한 독일군 방어 거점을 공격하고 캉-팔레즈 도로의 축을 따라 6.4km의 협곡을 만들기 위해 호출되었다. 캐나다군의 계획에 따르면 8월 8일 아침 전차와 병력 수송차량으로 구성된 공격부대가 이 협곡을 따라 진격힌다. 캐나다 제4보병여단과 제2기갑여단은 도로 서쪽에 배치되었다. 도로 동쪽에는 영국 제51하일랜드사단과 제154하일랜드여단, 제33기갑여단이 배치되어 있었다. 이들은 전선을 방어하는 이들을 그대로 통과해 크라메스닐과 생아이그난드크라메스닐 인근의 주요 독일 대전차 방어거점을 점령할 예정이었다. 이후 제2캐나다사단과 제51하일랜드 사단의 남아있는 4개 보병여단이 고립된 독일군 방어기지를 정리하고, 제1군단의 제3캐나다사단과 제49사단은이전 공세 때 점령한 지역들을 넓히는 공격을 개시하고, 제4캐나다기갑사단과 폴란드 제1기갑사단은 크라메스닐로 향하는 협곡으로 이동해 남쪽으로 진격을 준비할 예정이었다. 공격을 준비하기 위해 미국 제8곤군은 하우츠메스닐에 위치한 독일 예비군 거점을 폭격할 계획이었다. 토털라이즈 작전의 궁극적인 목표는 팔레즈 북쪽의 고지대로, 공세 개시 지역으로부터 24km 떨어진 지역이었다.

## 캐나다 제1군의 공격

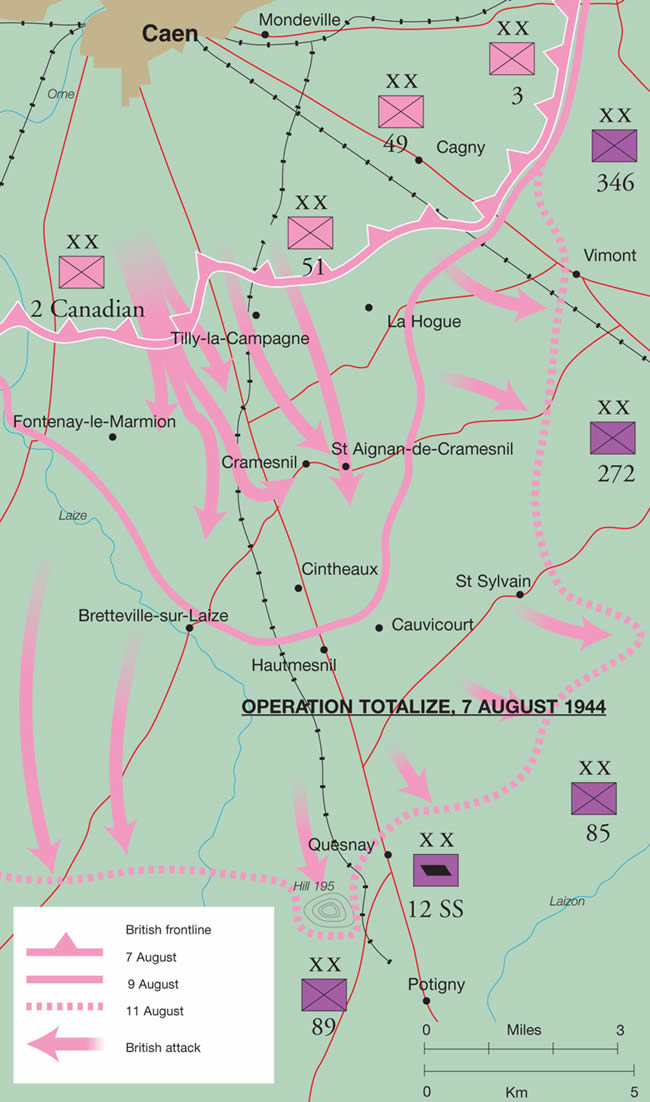
토털라이즈 작전의 지도

1944년 8월 7일 저녁, 공격 부대는 6개의 분대, 4개의 차량, 전차 다수, 캥거루 병력수송차량, 반궤도차량, 대전차 자주포, 지뢰 제거 전차 등으로 구성되어 있었다. 오후 11시 폭격기 사령부는 캉 전선의 독일군 거점에 폭격을 개시했다. 오후 11시 30분 기갑부대가 폭격이 끝난 직후 진격을 개시했다. 초기의 진격은 느렸는데, 이는 다수의 병력수송차량이 차량에서 일어나는 먼지로 인해 제대로 작동하지 않았기 때문이었다. 일부 차량들은 폭격으로 인한 구덩이에 갇히기도 했다. 시먼즈는 공세의 축을 유지하기 위해 몇몇 가지 방법을 시도했다. 일부 차량에는 방향탐지기가 장착되어 있었고, 야포가 목표 확인 포탄을 발사했으며, 보포스 40mm 대공포의 추적탄으로 진격 방향을 알려주기도 했다. 그럼에도 불구하고 여전히 혼란이 발생해 몇몇 차량은 충돌하거나 망가졌다.
캐나다군은 몇몇 지역에서 독일군의 방어선을 돌파했다. 새벽이 되자 제51하일랜드사단의 공격부대가 목표 지역에 도달했다. 크라메스닐 마을에서 180m 떨어진 지역에 도착한 보병은 캥거루 병력수송차에서 내려 신속하게 독일군을 제압했다. 제2캐나다사단의 부대들은 안개로 인해 진격이 지연되었고, 우익에서 예상치 못한 반격을 받았으나, 8월 8일 정오에 연합군은 베리에르 능선을 점령했다. 연합군은 생토를 향해 진격하려고 했으나, 시먼즈는 야포 부대와 캐나다 제4기갑사단, 폴란드 제1기갑사단이 배정받은 위치로 이동하기 위해 공세를 중지했다.

## 독일군의 대응
제12SS기갑사단의 사단장 쿠르트 메이어는 폭격과 기갑부대의 공격으로 인해 흩어진 보병들에게 생토를 점령할 것을 지시했다. 쿠르트는 또한 사단에서 공격포, 보병, 그리고 티거 전차로 구성된 2개의 전투단을 이끌고 캐나다 전선 건너편에 위치했다. 정오가 지난 후, 쿠르트는 2개의 전투단에게 연합군의 지휘부대를 공격하라고 명령했다. 이 무렵 연합군은 캐나다 제4기갑사단과 폴란드 제1기갑사단이 남쪽으로 진격하기 전 미국 제8공군에게 추가 폭격을 요청한 상황이었다..
제12SS기갑사단의 반격은 실패했지만 쿠르트의 전차들은 제8공군의 폭격 지역에서 북쪽으로 떨어져 있었다. 폭격의 효과를 분산시키기 위해, 전차들은 폴란드 제1기갑사단의 진격을 지연시켜 도로 동쪽의 방어선을 돌파하지 못하게 했다. 서쪽 도로에서 생토에 있던 독일군 보병들은 캐나다 기갑사단의 진격을 막아냈다. 두 사단 모두 시먼즈가 요구한만큼 공격을 감행하지 못한 채 방어 태세를 유지하고 있었고, 차량들과 병력이 해가 진 후에 도착했다.
공격 당시의 병력을 보충하기 위해, 시먼즈는 캐나다 제4기갑사단의 분대에게 도로 바로 서쪽의, 생토와 팔레즈 사이에 위치한 195고지를 포위할 것을 명령했다. 워싱턴 부대와 HQ 중대가 브리티시 컬럼비아 연대가 브레테빌르라베에서 SS사단과 싸우고 있던 할프페니 부대와 조우했고, 그들을 돌아간 뒤 연락이 두절되었다. 8월 9일 동이 틀 무렵, 워싱턴 부대는 195고지에서 7.2km 동쪽에 있는 140고지를 포위했다. 그들은 독일 기갑부대의 반격에 맞서 고지를 사수했지만 전차 대부분을 잃었다. 오후 5시에 워싱턴 부대의 잔병들은 포로가 되거나 철수할 수 밖에 없었다. 워싱턴 부대가 목표보다 훨씬 더 멀리 진격했기 때문에 워싱턴 부대를 구원하기 위해 파견된 다른 부대는 워싱턴 부대를 찾을 수 없었다. 결국, 워싱턴 부대가 아닌 다른 부대가 195고지를 8월 10일 밤에 점령했다. 하지만 독일군은 철수할 시간을 벌었고, 이들은 레종강에 새로운 방어선을 구축했다. 8월 11일, 영국-캐나다 연합군의 공세가 끝났다.

## 같이 보기
- 블루코트 작전
- 뤼티히 작전
- 팔레즈 포위전